# Glomus trimurales
Glomus trimurales är en svampart som beskrevs av Koske & Halvorson 1990. Glomus trimurales ingår i släktet Glomus och familjen Glomeraceae.   Inga underarter finns listade i Catalogue of Life.